# Индекс особой точки
Индекс особой точки векторного поля — математическое понятие, относящееся к дифференциальной топологии, дифференциальной геометрии, теории динамических систем и теории дифференциальных уравнений. Является топологической характеристикой изолированной особой точки векторного поля и определяется как степень гауссова отображения в данной точке. 

## Определение
Пусть векторное поле {\displaystyle \xi (x)} задано в окрестности точки {\displaystyle x_{0}\in \mathbb {R} ^{n}}, являющейся изолированной особой точкой этого поля, то есть {\displaystyle \xi (x_{0})=0} и при этом {\displaystyle \xi (x)\neq 0} при всех {\displaystyle x\neq x_{0}} из достаточно малой окрестности точки {\displaystyle x_{0}}. Индексом особой точки {\displaystyle x_{0}} (обозначается  {\displaystyle \operatorname {ind} _{x_{0}}\xi }) называется степень гауссова отображения {\displaystyle (n-1)}-мерной сферы {\displaystyle S_{\varepsilon }^{n-1}} с центром {\displaystyle x_{0}\in \mathbb {R} ^{n}} достаточно малого радиуса {\displaystyle \varepsilon >0}, выбранной так, что поле {\displaystyle \xi } на ней не обращается в нуль, в сферу {\displaystyle S_{1}^{n-1}}. Именно, гауссово отображение {\displaystyle f_{x_{0}}:S_{\varepsilon }^{n-1}\to S_{1}^{n-1}} определено по формуле:
{\displaystyle f_{x_{0}}(x)={\frac {\xi (x)}{|\xi (x)|}}\quad \forall \ x\in S_{\varepsilon }^{n-1}.}

## Свойства и примеры
Особая точка {\displaystyle x_{0}} векторного поля {\displaystyle \xi (x)} называется невырожденной, если в ней выполнено условие
{\displaystyle \Delta =\operatorname {det} \left({\frac {\partial \xi ^{\alpha }}{\partial x^{\beta }}}{\Biggr |}_{x=x_{0}}\right)\neq 0.}
Невырожденная особая точка всегда является изолированной, и её индекс равен знаку определителя {\displaystyle \Delta }.

Собственные значения {\displaystyle \lambda _{1},\dots ,\lambda _{n}} приведённой выше матрицы (матрицы линейной части поля в данной точке) называются корнями невырожденной особой точки. Для градиентных полей {\displaystyle \xi ^{\alpha }={\tfrac {\partial f}{\partial x^{\alpha }}}} индекс невырожденный особой точки совпадает со знаком гессиана:
{\displaystyle \operatorname {ind} _{x_{0}}\xi =\operatorname {sgn} {\Bigg |}\left({\frac {\partial ^{2}f}{\partial x^{\alpha }\partial x^{\beta }}}{\Biggr |}_{x=x_{0}}\right){\Bigg |}=(-1)^{i(x_{0})}},
где {\displaystyle i(x_{0})} — количество отрицательных квадратов в каноническом представлении квадратичной формы {\displaystyle d^{2}f{\bigr |}_{x=x_{0}}}.
В двумерном евклидовом пространстве индекс невырожденных особых точек, образующих центр (все корни — мнимые), узел (все корни — вещественные одного знака), фокус (корни комплексно сопряжены) — равен {\displaystyle 1}, для седловых точек (вещественные корни разных знаков) — индекс равен {\displaystyle -1}.